# Nové Dvory u Doksan
Nové Dvory (deutsch Neuhof) ist eine Gemeinde in Tschechien. Sie liegt sechs Kilometer nordwestlich von Roudnice nad Labem und gehört zum Okres Litoměřice.

## Geographie
Das langgestreckte Straßendorf befindet rechtsseitig der Eger entlang des Baches Čepel in einem Seitental. Im Norden erhebt sich der 209 m hohe Hügel Skála. Südlich des Ortes verläuft die Trasse der Autobahn D8/Europastraße 55 mit der Abfahrt 35 „Doksany“. Westlich von Nové Dvory führt die Staatsstraße 608 zwischen Budyně nad Ohří und Terezín entlang.
Nachbarorte sind Skála im Norden, Rohatce im Nordosten, Židovice im Osten, Chvalín im Südosten, Dušníky im Süden, Hradčany, Hostěnice und Kliment im Südwesten sowie Doksany im Nordwesten.

## Geschichte
Nové Dvory entstand nach der Zerstörung der auf der Insel des Hl. Kliment gelegenen Stadt Mury durch das Egerhochwasser von 1432 in sicherer Lage vor dem Fluss als neue Ansiedlung für deren Bewohner.
Die erste urkundliche Erwähnung erfolgte 1437, als König Sigismund den Besitz von Hanuš und Jindřich von Kolowrat bestätigte.

## Gemeindegliederung
Die Gemeinde Nové Dvory  besteht aus den Ortsteilen Chvalín (Chwalin, älter auch Qwalin) und Nové Dvory (Neuhof), die zugleich auch Katastralbezirke bilden.

## Sehenswürdigkeiten
- Kapelle in Nové Dvory
- Kapelle in Chvalín